# ستانلي نسوكي
ستانلي نسوكي (بالفرنسية: Stanley Nsoki)‏ (مواليد 9 أبريل 1999) هو لاعب كرة قدم فرنسي يلعب كمدافع لفريق باريس سان جيرمان في الدوري الفرنسي الدرجة الأولى.

## روابط خارجية
- ستانلي نسوكي على موقع رابطة كرة القدم الفرنسية للمحترفين (الإنجليزية)
- ستانلي نسوكي على موقع قاعدة بيانات كرة القدم.إي يو (الإنجليزية)
- ستانلي نسوكي على موقع ليكيب (الفرنسية)
- ستانلي نسوكي على موقع Soccerbase.com (لاعب) (الإنجليزية)
- ستانلي نسوكي على موقع Soccerway.com (الإنجليزية)
- ستانلي نسوكي على موقع عالم كرة القدم.نت (الإنجليزية)
- ستانلي نسوكي على موقع AS.com (الإسبانية)